# Дворіченськ
Дворі́ченськ (рос. Двуреченск) — селище у складі Сисертського міського округу Свердловської області.
Населення — 4935 осіб (2010, 5206 у 2002).
До 12 жовтня 2004 року селище мало статус селища міського типу.